# Ambasada Nepalu w Berlinie
Ambasada Nepalu w Berlinie – misja dyplomatyczna Federalnej Demokratycznej Republiki Nepalu w Republice Federalnej Niemiec.
Ambasador Federalnej Demokratycznej Republiki Nepalu w Berlinie oprócz Republiki Federalnej Niemiec akredytowany jest również w Rzeczypospolitej Polskiej, przy Stolicy Apostolskiej i na Węgrzech.